# اوراق‌سازی کشتی

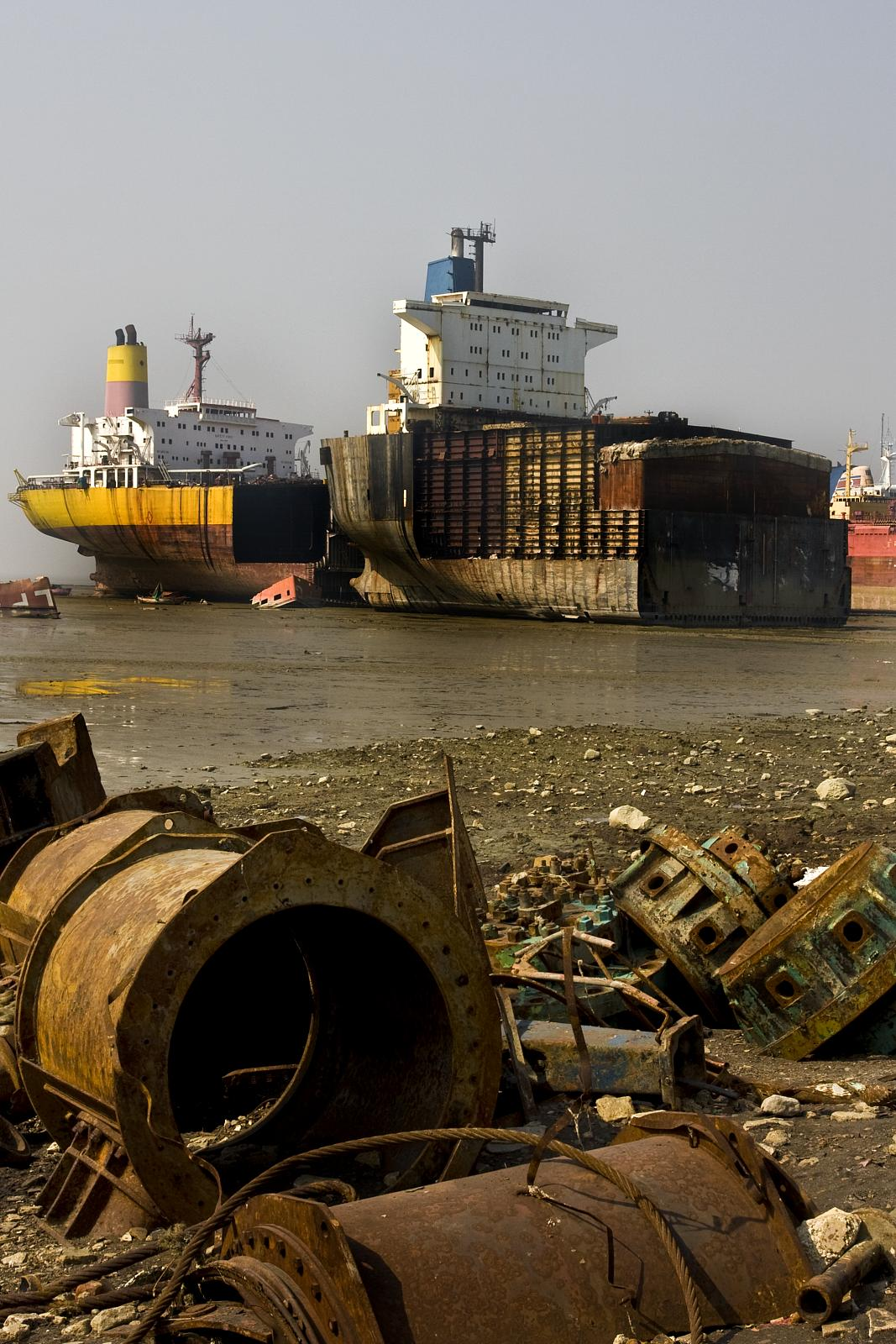
اوراق‌سازی کشتی در چیتاگونگ بنگلادش.

اوراق کردن کشتی‌های قدیمی و فرسوده برای استفاده از قطعات و فلزات آن‌ها را اوراق‌سازی کشتی می‌گویند. فردی که اوراق‌سازی کشتی‌های قدیمی و فرسوده را انجام می‌دهد اوراق‌چی کشتی نامیده می‌شود. به اوراق کردن کشتی‌ها «اسکراپ» نیز گفته شده‌است.
اغب کشتی‌ها پس از چند دهه استفاده و فعالیت با پایان عمر مفیدشان، برای اوراق سازی برده می‌شوند. کشتی‌های اقیانوس‌پیما معمولاً ۲۰ تا ۳۰ سال، شناورهای فایبرگلاس و چوبی۳۰ تا ۴۰ سال و قایق‌های تفریحی فولادی اگر به خوبی تعمیر و نگهداری شوند، بیش از ۱۰۰ سال عمر می‌کنند.
وسایل عرشه و درون کشتی و فولاد بدنه قطعات و موادی هستند که بیش از دیگر قطعات برای بازیافت استفاده می‌شوند. حدود ۹۵ درصد از وزن یک کشتی اقیانوس‌پیما قابل بازیافت است که در جریان اوراق‌سازی مورد استفاده قرار می‌گیرد. فلزات، پلاستیک، مبلمان، کارتن، چوپ و شیشه، وسایل آشپزخانه، موتورها، و ژنراتورها از جمله این وسایل و مواد هستند.
برای دور انداختن کشتی‌های فرسوده معمولاً سه راه وجود دارد: اوراق‌سازی، غرق کردن کشتی و تبدیل آن به یک آب‌سنگ زیردریایی مصنوعی، شناورسازی و استفاده از آن‌ها به عنوان انبار و سکوی روی آب.

## پیشینه
اوراق‌سازی کشتی‌ها در اواخر سده بیستم بیشتر در بندرهای کشورهای صنعتی مانند بریتانیا و ایالات متحده انجام می‌شد اما امروزه این کار بیشتر در کشورهای در حال توسعه صورت می‌پذیرد. علت این امر هم این است که در کشورهای در حال توسعه نیروی کار ارزان‌تر است و در قوانین زیست‌محیطی این کشورها نیز نسبت به تخلیه مواد سمی هم‌چون آزبست و رنگ بدنه کشتی‌ها سخت‌گیری کمتری وجود دارد. برخی اوراق‌سازی‌های کشتی امروزه در دبی فعالند که تخصص آن‌ها بیشتر در زمینه نفت‌کش‌ها است. چین در دهه ۱۹۹۰ از فعالان عرصه اوراق‌سازی کشتی بود اما پس از آن بیشتر به صنایع سازگارتر با محیط زیست روی آورده‌است.
در ایران تاکنون دو تجربه ناموفق برای ایجاد این صنعت وجود داشته‌است. امروزه افزایش تعداد شناورهای با سن بیش از ۲۵ سال یا شناورهای فاقد کارایی لازم در ایران، سواحل جنوبی این کشور را با مشکلی به نام «کشتی‌های رهاشده» مواجه کرده‌است.
بسیاری از کارشناسان اوراق‌سازی کشتی‌ها در خلیج‌فارس را توصیه نمی‌کنند، چراکه بسته بودن و عمق کم باعث انتشار سریع آلودگی‌ها خواهد شد. از این رو سواحل دریایی عمان به دلیل اتصال به آب‌های آزاد و عمق زیاد به‌عنوان گزینه بهتر توصیه شده‌است.

## مسائل زیست‌محیطی
اوراق‌سازی یک کشتی، با تولید حجم وسیعی از ضایعات همراه است که برخی مفید و برخی دیگر بسیار مضر هستند. در اکثر ضایعات مضر، مواد سمی بسیار خطرناک (هم برای انسان و هم برای محیط زیست) به مقدار زیاد یافت می‌شود. کشتی‌های اقیانوس‌پیما در واقع همانند یک شهر کوچک بوده که حاوی انواع آلاینده‌ها و پسماندها است.
در این میان آلودگی حاصل از مقدار مواد زائد در تانکرها کمتر اما به خاطر نوع آلودگی تانکر که عمدتاً مواد نفتی است خطرات زیست‌محیطی بیشتری را به وجود می‌آورد. کشتی‌های دهه ۷۰ دارای بیشترین مواد زائد خطرناک هستند یا کشتی‌های ویژه حمل مایعات همچون نفتکش‌ها از جمله آلوده‌ترین شناورها به‌شمار می‌آیند، اما در عین حال در بازار اوراق‌سازی دارای ارزش بالاتری نسبت به سایر کشتی‌ها هستند.

## اوراق کشتی در ایران
سازمان حفاظت محیط زیست معیارهای محیط زیستی مراکز متقاضی اوراق‌سازی را تهیه کرده‌است و بر آن اساس، تا راه‌اندازی و استقرار مرکز بازیافت شناورها در سواحل مکران، واحدهای تعمیراتی را که آمادگی و توانایی اوراق به مدت محدود دارند مورد ارزیابی قرار می‌دهد و همچنین تعداد محدودی از واحدهای تعمیراتی در شمال و جنوب کشور انتخاب شده‌اند تا واحدهای خود را با معیارهای محیط زیست انطباق دهند و روند صدور مجوز به نام شناور در یک بازهٔ زمانی مشخص برای آن‌ها میسر شود. همچنین پروژه «تدوین ضوابط محیط زیستی بازیافت شناور» نیز در حال انجام است که پس از اتمام، به تمامی دستگاه‌ها ابلاغ خواهد شد.